# Allak-dong
Allak là một phường trong Dongnae-gu, Busan, Hàn Quốc. Nó được chia thành 2 dong hành chính, Allak 1-dong và Allak 2-dong. Tổng diện tích là 2.31 km², với mật độ dân số là 18,560. Nó giáp Geumjeong-gu ở phía Bắc.
Tên "Allak" được đặt thành dong vào năm 1953. Nó được chia thành 2 dong hành chính vào 1990. Mỗi văn phòng dong có 10 nhân viên.

## Liên kết
- (tiếng Hàn) Trang chủ Allak 1-dong
- (tiếng Hàn) Trang chủ Allak 2-dong